# سقوط الجبابرة
سُقوط الجَبَابرة (بالانجليزي: The Fall of the Titans) هي لوحة زيتية عن حرب الجبابرة للرسام الهولندي كورنيليس فان هارلم في 1588-1590. يبلغ قياسها 239 × 307 سم. العمل موجود في مجموعة متحف ستاتينز (المعرض الفني الوطني) في كوبنهاغن، الدنمارك. إنه عمل طموح لفناني النهجية الشمالية، واستعراض لقدرت الفنان على ابتكار وتصوير عدد كبير من الأوضاع المتنوعة للذكور العراة. 

## خلفية
في الأساطير اليونانية، كان الجبابرة أعضاء في الجيل الثاني من الكائنات الإلهية، الذين ينحدرون من الآلهة البدائية الالبروتوغونيون وسابقوا الأولمبيين. استنادًا إلى جبل أوثريس ، كان أشهر الجبابرة هم أول اثني عشر طفلاً من غايا (الأرض الأم) وأورانوس (الأب السماء). حكموا خلال العصر الذهبي الأسطوري، وشكلوا أيضًا البانثيون الأول للآلهة اليونانية. 
مثلما أطاح الجبار كرونوس بوالده أورانوس ، أطاح أطفال كرونوس (زيوس وهاديس وبوسيدون وهستيا وهيرا وديميتر) بالجبابرة ، في حرب الجبابرة، في النهاية تم سجنهم في تارتاروس، النسخة اليونانية من الجحيم. يظهر وصولهم هناك في اللوحة.
تم شراء اللوحة من قبل الملك كريستيان الرابع ملك الدنمارك في عام 1621، وتبع معظم المجموعة الملكية في الملكية العامة في متحف ستاتينز في القرن التاسع عشر.
لسنوات عديدة، عاشت اللوحة حياة من الغموض، مخبأة بعيدًا في المخازن بسبب الدراما الملحة لموضوعها. ومع ذلك، بمناسبة الذكرى الأربعمائة لميلاد الملك كريستيان الرابع في عام 1988، أعيدت اللوحة إلى الضوء وتم ترميمها، والسبب هو أن الملك اشترى العمل بنفسه في عام 1621. ومنذ ذلك الحين، أصبحت اللوحة تحظى بشعبية كبيرة بين الزوار.

## الوصف
كانت هذه اللوحة طفرة نوعية في عصرها. بسبب القدرة المطلقة على رسم الأشكال في مثل هذه الأوضاع الصعبة , والأجساد البشرية في حالة سقوط حر تعد صعبة للغاية. تعتبر طريقة الرسم نموذجية في وقتها، مع وجود أشكال في المقدمة تؤطر المشهد ، متبوعة بعدة مستويات مختلفة في وسط التكوين.
إنهم يسقطون في الجحيم، ونرى ضوء الشمس يسطع في الهاوية. استخدم الفنان أسلوب تعبير يشبه الخيال العلمي تقريبًا. يبدو أنها تتعثر علينا مباشرة، واستخدامه للألوان والفضاء يدفعنا إلى النظر في فضاء عميق بلا حدود، اللوحة مليئة أيضًا بالفراشات الموضوعة بشكل استراتيجي. في الفن الكلاسيكي الجديد ، كانوا يرمزون إلى الروح التي تصعد إلى السماء بالفراشة، ولكن هناك معنى مختلفًا هنا. 

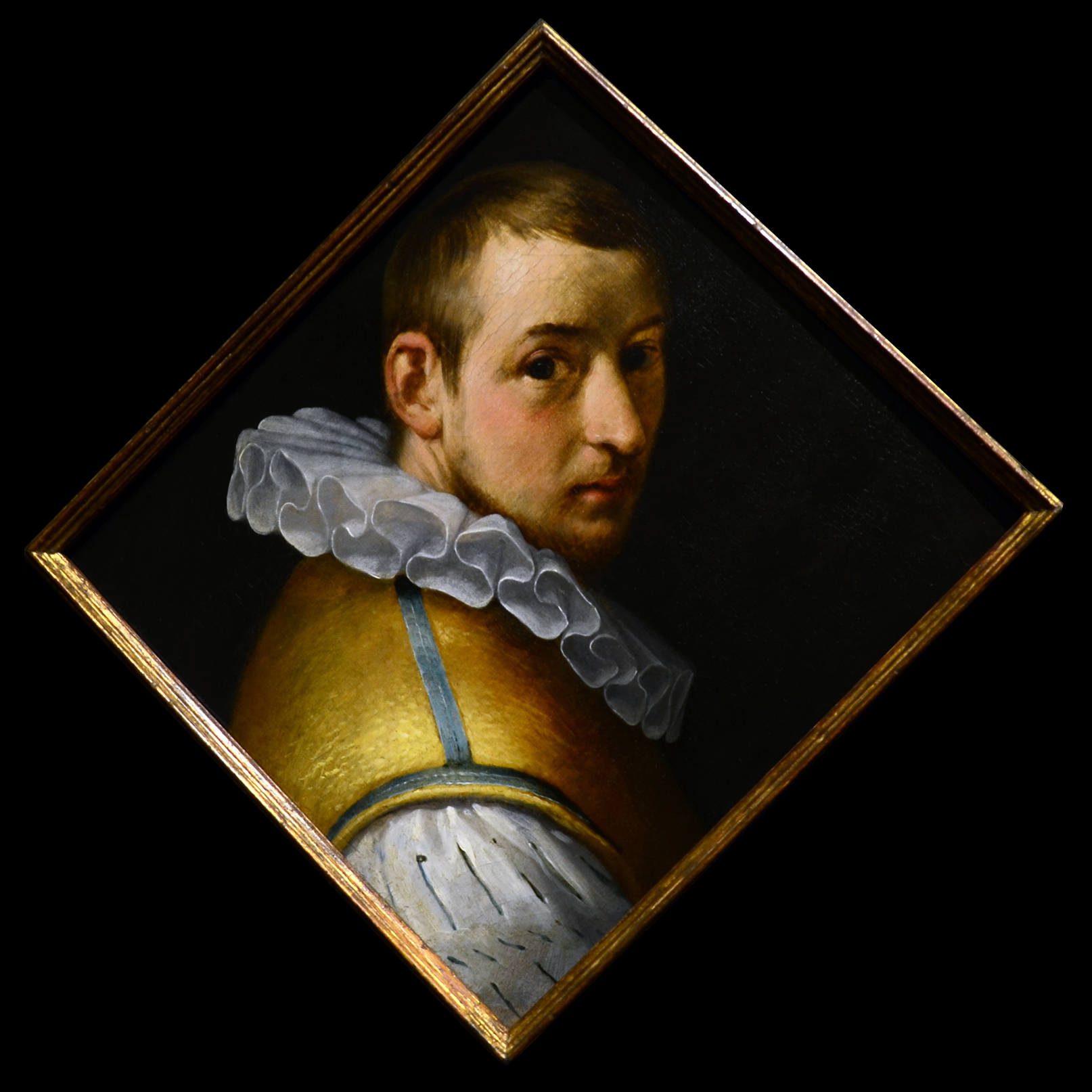
الرسام الهولندي كورنيليس فان هارلم صاحب لوحة سقوط الجبابرة.

ستجد هنا فراشات كبيرة الحجم وحشرات أخرى، يعتقد أنها من بين أنواع الكائنات التي تخيلها الناس تعيش في الجحيم. كانت الحشرات مرتبطة بالنار في هذا الوقت ظن الناس أن الحشرات قد ولدت من النار لأنهم ينجذبون إلى الضوء ، فتشتعل النيران. 
كما هو واضح من هذا المشهد، عانى العمالقة من هزيمة ساحقة ألقى بهم زيوس في العالم السفلي لتارتاروس، ومن هناك تسببوا في الزلازل والانفجارات البركانية.